# Chabestan
Chabestan é uma comuna francesa na região administrativa da Provença-Alpes-Costa Azul, no departamento de Altos-Alpes. Estende-se por uma área de 12,2 km². Em 2010 a comuna tinha 145 habitantes (densidade: 11,9 hab./km²).